# 白雪 (蓮花の曲)
「白雪」（しらゆき）は、2017年5月10日にビーイングから発売予定の蓮花の3枚目のシングル。

## 解説
アニメ「信長の忍び～伊勢・金ヶ崎篇～」主題歌。
蓮花は表題曲について「大切な人、失いたくない人への愛しくて苦しくて熱くなってゆく思いを燃え盛る炎に例えて表現しました」とコメントしている。

## 収録曲
全作詞：蓮花

### 初回限定盤
CD
1. 白雪
作曲・編曲：KAZUYA(universe)
2. Gemini
作曲：田熊知存　編曲：小野塚晃
3. 命の花びら
作曲・編曲：大西俊也
4. 徒桜（ピアノアレンジVer.）
作曲：KAZUYA(universe)　編曲：武本和大
5. 白雪（カラオケVer.）

DVD
1. 白雪（Music Video）

### 「信長の忍び」特別盤
CD
1. 白雪
2. Gemini
3. 命の花びら
4. 「信長の忍び」特別ラジオ番組(蓮花×水瀬いのり対談） -Bonus Track-[2]

DVD
1. 徒桜（ノンテロップオープニング/TVアニメ「信長の忍び」）
2. 白雪（ノンテロップオープニング/TVアニメ「信長の忍び」）
3. 白雪（Music Video Anime Ver.）

### 通常版
CD
1. 白雪
2. Gemini
3. 命の花びら

## レコーディング参加
白雪
ベース：KAZUYA (universe)
ギター、三味線：坂本マニ真二郎
ピアノ：山口茜 (Quint)
Gemini
ピアノ、シンセサイザー、プログラミング：小野塚晃 (DIMENSION)
ガットギター：増崎孝司 (DIMENSION)
命の花びら
ギター、プログラミング：大西俊也
ベース：HALNA
ピアノ：浅野祥世
コーラス：Saky
徒桜 -ピアノアレンジVer.-
ピアノ：武本和大
ソプラノサックス：篠嶋祐希
パーカッション：辻耕